# 잘츠카머구트

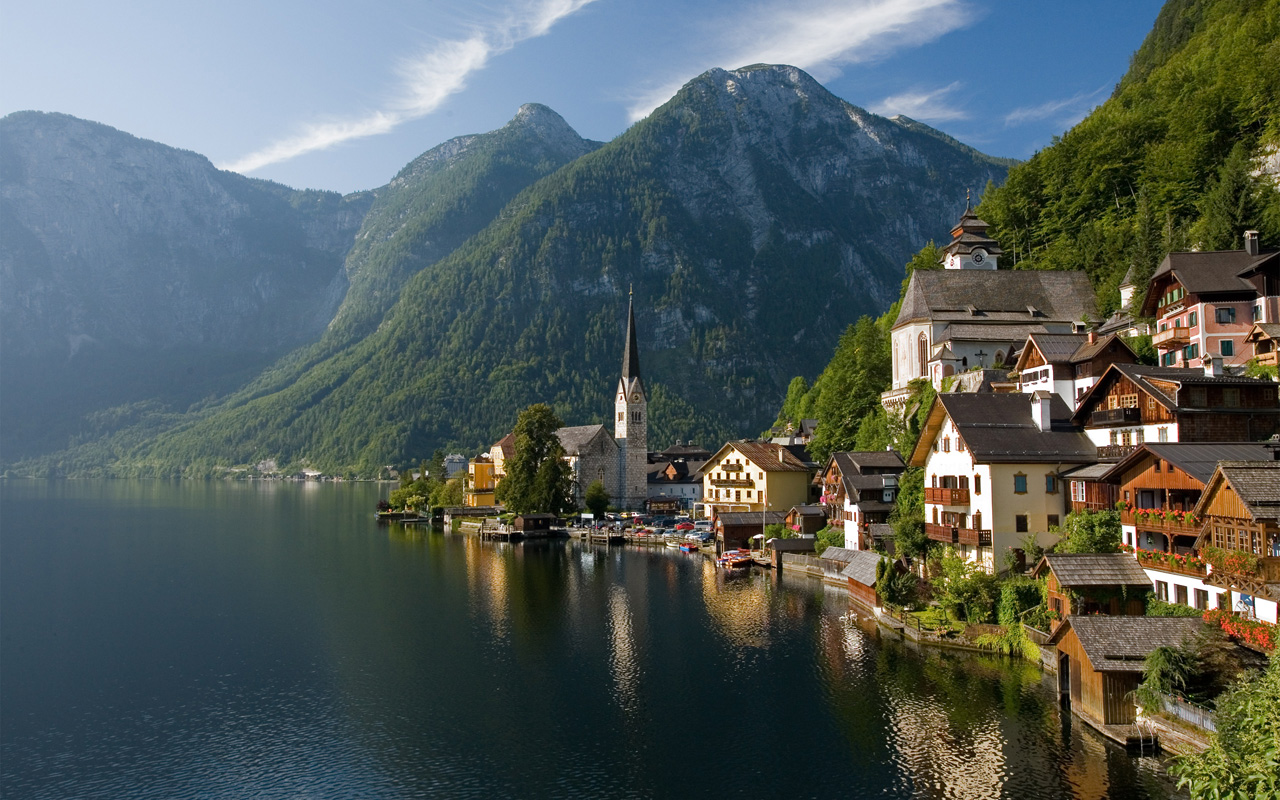
할슈타트

잘츠카머구트(Salzkammergut)는 오스트리아 오버외스터라이히주, 잘츠부르크주, 슈타이어마르크주에 걸쳐있는 지방의 명칭이다. 잘츠부르크 동쪽에 위치하고 있다. 많은 산과 호수와 접하고 있기 때문에, 수상 스포츠, 수영, 하이킹, 골프 등 다양한 레저를 즐길 수 있는 데다 호수에서 여유롭게 피로를 풀 수도 있다. 또한 할슈타트호 주변은 유네스코의 세계 유산에 등록되어 있다.

## 같이 보기
- 오스트리아의 세계유산